# Андрос Таунсенд
Андрос Таунсенд (енгл. Andros Townsend; Чингфорд, 16. јул 1991) је енглески фудбалер, који тренутно игра за Лутон.
Пре него што се изборио за место у првом тиму Тотенхема био је на позајмицама у чак девет клубова.